# 守護岩
守護岩（英語：Guardian Rock），是南極洲的岩石，位於葛拉漢地的法利埃海岸，處於帕弗紐角以北3公里的比古爾丹灣，由英國研究隊測量，現時由南極條約體系管理。